# Шарон (Коннектикут)
Шарон (англ. Sharon) — місто (англ. town) в США, в окрузі Лічфілд штату Коннектикут. Населення — 662 особи (2020).

## Демографія
Згідно з переписом 2010 року, у місті мешкали 2782 особи в 1250 домогосподарствах у складі 759 родин. Було 1775 помешкань
Расовий склад населення:
| - 96,0 % — білих - 1,6 % — чорних або афроамериканців - 0,7 % — азіатів - 0,1 % — корінних американців |

До двох чи більше рас належало 1,0 %. Частка іспаномовних становила 2,0 % від усіх жителів.
За віковим діапазоном населення розподілялося таким чином: 16,2 % — особи молодші 18 років, 59,8 % — особи у віці 18—64 років, 24,0 % — особи у віці 65 років та старші. Медіана віку мешканця становила 51,4 року. На 100 осіб жіночої статі у місті припадало 96,1 чоловіків;  на 100 жінок у віці від 18 років та старших — 96,0 чоловіків також старших 18 років.
Середній дохід на одне домашнє господарство  становив 145 099 доларів США (медіана — 81 442), а середній дохід на одну сім'ю — 192 445 доларів (медіана — 116 528). Медіана доходів становила 66 494 долари для чоловіків та 61 274 долари для жінок. За межею бідності перебувало 12,5 % осіб, у тому числі 33,7 % дітей у віці до 18 років та 9,1 % осіб у віці 65 років та старших.
Цивільне працевлаштоване населення становило 1372 особи. Основні галузі зайнятості: освіта, охорона здоров'я та соціальна допомога — 28,4 %, науковці, спеціалісти, менеджери — 13,0 %, фінанси, страхування та нерухомість — 9,8 %, роздрібна торгівля — 9,3 %.